# Јапански борац
Јапански борац, познатији као тоса или тоса-ину (јап. 土佐闘犬), је раса паса пореклом из Јапана. Према ФЦИ класификацији сврстан је у другу ФЦИ групу, међу молосе.

## Изглед
Јапански борац је велика и снажна пасмина. Има велику главу која је делимично клинастог облика. Такође, карактеристични су и набори на челу те опуштене уши које висе поред образа. Тело му је дугачко и мишићаво. Реп му је дугачак, а длака кратка.

## Здравље
Јапански борац живи у просеку од десет до дванаест година. Код њега се најчешће јављају проблеми са очима, надимањем и зглобовима.

## Нега
С обзиром на то да има кратку длаку, није му потребна већа нега. Довољно га је повремено очешљати. Неколико пута годишње се лиња, углавном незнатно.

## Историја
Ова пасмина је настала у деветнаестом веку укрштањем јапанске пасмине шикоку са псима из Европе. Између осталог, коришћени су булдози, енглески мастифи, немачки поентери те немачке доге. Према неким изворима, за стварање ове пасмине коришћени су и бернардинци као и бул-теријери. Јапански борац је, као што му и име говори, створен за борбе паса. Борбе у којима учествују јапански борци су у Јапану легалне.